# 聖地亞哥德門德斯縣

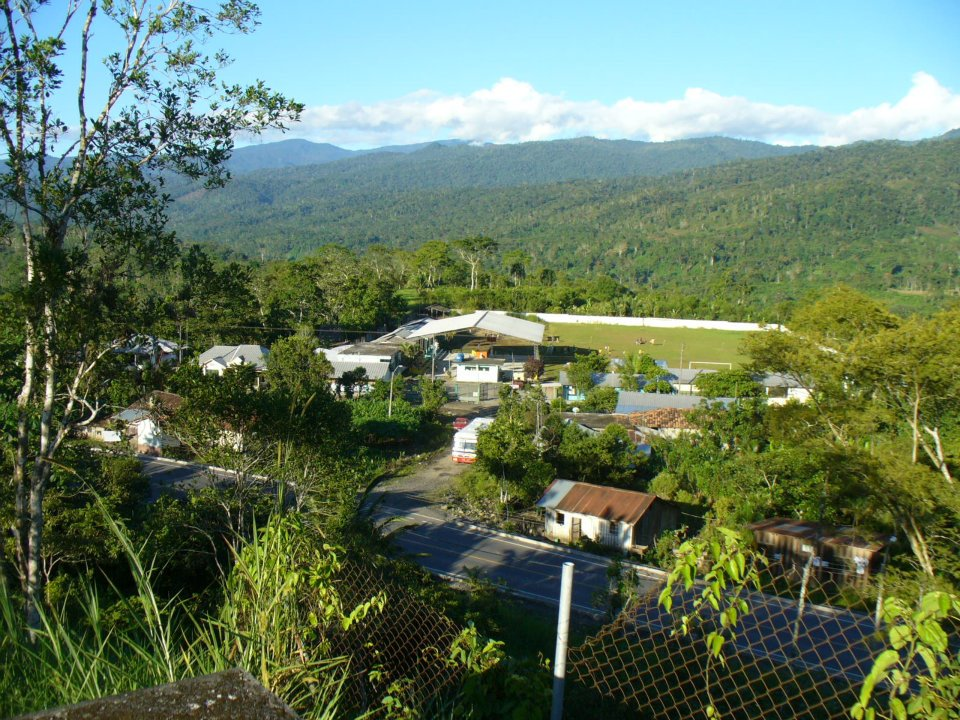

聖地亞哥德門德斯縣（西班牙語：Cantón Santiago de Méndez），是厄瓜多爾的縣份，位於該國東南部，由莫羅納-聖地亞哥省負責管轄，面積1,691平方公里，2001年人口9,841，人口密度每平方公里5.82人。
3°26′S 78°34′W / 3.433°S 78.567°W